# Nematocarcinus poupini
Nematocarcinus poupini is een garnalensoort uit de familie van de Nematocarcinidae. De wetenschappelijke naam van de soort is voor het eerst geldig gepubliceerd in 2007 door Burukovsky.